# Gubernatorzy Niasy
Poniższa lista przedstawia gubernatorów Niasy (Nyasalandu).
- sir William Henry Manning (październik 1907 – 1 maja 1908)
- sir Alfred Sharpe (1 maja 1908 – 1 kwietnia 1910)
- Francis Barrow Pearce (1 kwietnia 1910 – 4 lipca 1910)
- Henry Richard Wallis (4 lipca 1910 – 6 lutego 1911)
- sir William Henry Manning (6 lutego 1911 – 23 września 1913)
- George Smith (23 września 1913 – 12 kwietnia 1923)
- Richard Sims Donkin Rankine (12 kwietnia 1923 – 27 marca 1924)
- sir Charles Calvert Bowring (27 marca 1924 – 30 maja 1929)
- Wilfred Bennett Davidson-Houston (30 maja 1929 – 7 listopada 1929)
- Shenton Whitelegge Thomas (7 listopada 1929 – 22 listopada 1932)
- sir Hubert Winthrop Young (22 listopada 1932 – 9 kwietnia 1934)
- Kenneth Lambert Hall (9 kwietnia 1934 – 21 września 1934)
- sir Harold Baxter Kittermaster (21 września 1934 – 20 marca 1939)
- sir Henry Cleveland Mackenzie-Kennedy (20 marca 1939 – 8 sierpnia 1942)
- sir Edmund Charles Smith Richards (8 sierpnia 1942 – 27 marca 1947)
- Geoffrey Francis Taylor Colby (30 marca 1948 – 10 kwietnia 1956)
- sir Robert Perceval Armitage (10 kwietnia 1956 – 10 kwietnia 1961)
- sir Glyn Smallwood Jones (10 kwietnia 1961 – 6 lipca 1964)

## Gubernator generalnyMalawi
Po ogłoszeniu niepodległości Malawi na czele jego władz stał w imieniu monarchy gubernator generalny.
- sir Glyn Smallwood Jones (6 lipca 1964 - 6 lipca 1966)

W 1966 roku Malawi stało się republiką.